# Gonomyia (Gonomyia) subremota
Gonomyia (Gonomyia) subremota is een tweevleugelige uit de familie steltmuggen (Limoniidae). De soort komt voor in het Neotropisch gebied.